# Дитя зірок (трилогія)
Дитя зірок (англ. Undersea Trilogy) — серія з трьох науково-фантастичних романів американських письменників Фредеріка Пола та Джека Вільямсона. Романи вперше були опубліковані у 1964, 1965 та 1969 роках.
Романи були зібрані в єдиному томі-омнібусі, опублікованому у 1980 році.
- Рифи космосу (The Reefs of Space) (1964)
- Дитя зірок (Starchild, 1965)
- Мандрівна зірка (Rogue Star) (1969)

Дія роману розгортається в антиутопічному майбутньому, де панує жорстоке тоталітарне правління, відоме як «План Людини», яке здійснюється Машиною — комп'ютеризованим державним спостереженням. У третьому романі описується нова загроза після перемоги над тоталітарним урядом і поширення людства серед інших видів у Галактиці.